# Bruno Condé
Bruno Condé est un spéléologue et zoologiste français né le 5 mars 1920 à Nancy où il est mort le 11 février 2004.

## Biographie
Il est le fils de Marguerite Baudot et de Georges Condé, artiste peintre. Il étudie à Nancy et, en 1943, commence sa carrière comme préparateur de botanique à la faculté des sciences de Nancy. Deux ans plus tard, il devient assistant de la chaire de zoologie tenue par Paul Remy (1894-1962). Il est nommé chef de travaux pratiques en 1948 et, quatre ans plus tard, soutient sa thèse en sciences naturelles : Matériaux pour une monographie des Diploures Campodéidés. Il y décrit notamment un nouveau genre et deux nouvelles espèces.
Il est sous-directeur du musée de zoologie en 1955 et directeur en 1960 ; il devient professeur des universités en 1962.
En novembre 1961, il est le président-fondateur de l'Union spéléologique autonome de Nancy,, club de spéléologie dont les orientations sont alors résolument scientifiques. Il fait partie des académiciens membres titulaires de l'Académie lorraine des sciences sur une durée de 58 années. En 1972, il devient membre associé correspondant de l'Académie de Stanislas et obtient le Grand Prix 1976 de l'Académie pour la réalisation de l'aquarium tropical de Nancy.
Il prend sa retraite en 1989.

## Travaux
Il étudie particulièrement la morphologie, le développement, l'écologie et la biogéographie des diploures campodéidés dont il définit la phylogénie : campodéinés, hémicampinés et lépidocampinés. Condé étudie les espèces cavernicoles et, notamment, l'anatomie des protoures, insectes de très petites tailles et difficiles à récolter, dont il propose une nouvelle classification. Il s'intéresse également aux diplopodes pénicillates dont il étudie le développement postembryonnaire, la morphologie, la géonémie et la biogéographie. Enfin, dernier groupe d'invertébrés, il s'intéresse aux palpigrades dont il propose aussi une classification basée sur une nouvelle étude de l'anatomie.
Dans les années 60, et en relation avec les recherches de Paul Schauenberg, il étudie la biologie du chat sauvage européen ou Felis silvestris dont il devient l'un des principaux spécialistes. Afin d'observer son comportement, il conduit des élevages tant à son laboratoire qu'à son domicile, rue de la Ravinelle (en liberté) et dans la propriété de ses parents à la Poste de Velaine (en cage). Ses recherches ont conduit à rectifier le classement juridique de cette espèce en « protégée » en 1979 qui jusque-là était considéré comme « nuisible ».
Également aquariologiste, Bruno Condé crée en 1963 un Cercle aquariophile à Nancy avec d'autres amateurs. De fil en aiguille, cette association grandit jusqu'à devenir l'aquarium tropical de Nancy, ouvert en 1971. Il fonde aussi la Revue française d'aquariologie et d'herpétologie qui permet la diffusion des observations scientifiques réalisées dans cet aquarium.
Bruno Condé est l’auteur de 320 publications.
Il est correspondant des muséums de Paris, de Washington, de Genève, de Londres. Il a été parrainé à la Société zoologique de France (dont il fut plus tard président) en 1946 par Paul Remy et par Jean Bourgogne (1903-1999).
Membre de la Société zoologique de France durant 58 ans, Bruno Condé fut membre de son Conseil d'administration entre 1983 et 2000 et président de 1992 à 1994.

## Liste des taxa décrits
Bruno Condé a décrit les 167 espèces suivantes :
- Acerella remyi Condé, 1944
- Acerentomon brevisetosum Condé, 1945
- Acerentomon giganteum Condé, 1944
- Acerentulus catalanus Condé, 1951
- Acerentulus cunhai Condé, 1950
- Acerentulus exiguus Condé, 1944
- Acerentulus gisini Condé, 1952
- Acerentulus insignis Condé, 1945
- Alloproctoides remyi Marquet & Condé 1950
- Aprosthema hyalinopterum Condé, 1934
- Berberentulus berberus Condé, 1948
- Campodea (Campodea) augens chardardi Condé, 1947
- Campodea (Campodea) blandinae Condé, 1948
- Campodea (Campodea) blandinae blandinae Condé, 1948
- Campodea (Campodea) blandinae ichnusa Condé, 1957
- Campodea (Campodea) blandinae virgolae Condé, 1948
- Campodea (Campodea) chardardi Condé, 1947
- Campodea (Campodea) chardardi cephalonica Condé, 1984
- Campodea (Campodea) chardardi chardardi Condé, 1947
- Campodea (Campodea) cyrnea Condé, 1946
- Campodea (Campodea) cyrnea alethae Condé, 1946
- Campodea (Campodea) cyrnea cyrnea Condé, 1946
- Campodea (Campodea) egena Condé, 1951
- Campodea (Campodea) epirotica Condé, 1984
- Campodea (Campodea) frascajensis Condé, 1946
- Campodea (Campodea) machadoi Condé, 1951
- Campodea (Campodea) majorica Condé, 1954
- Campodea (Campodea) majorica interjecta Condé, 1954
- Campodea (Campodea) majorica majorica Condé, 1954
- Campodea (Campodea) majorica sicula Condé, 1957
- Campodea (Campodea) monspessulana Condé, 1953
- Campodea (Campodea) oredonensis Condé, 1951
- Campodea (Campodea) patrizii Condé, 1953
- Campodea (Campodea) procera Condé, 1948
- Campodea (Campodea) pseudofragilis Condé, 1984
- Campodea (Campodea) pusilla Condé, 1956
- Campodea (Dicampa) insulana Condé, 1953
- Campodea (Dicampa) jolyi Condé, 1948
- Campodea (Dicampa) neuherzi Condé, 1996
- Campodea (Dicampa) sprovierii vardousiae Condé, 1984
- Campodea (Monocampa) denisi aequalis Condé, 1947
- Campodea (Monocampa) emeryi algira Condé, 1948
- Campodea (Monocampa) emeryi spelaea Condé, 1978
- Campodea (Monocampa) goursati Condé, 1950
- Campodea (Monocampa) hauseri Condé, 1978
- Campodea (Paurocampa) corsica Condé, 1947
- Campodea (Paurocampa) pachychaeta Condé, 1946
- Campodea (Paurocampa) pretneri Condé, 1974
- Campodea (Paurocampa) ruseki Condé, 1966
- Cestocampa balcanica Condé, 1955
- Eosentomon carolae Condé, 1947
- Eosentomon coiffaiti Condé, 1961
- Eosentomon denisi Condé, 1947
- Eosentomon mixtum Condé, 1945
- Eukoenenia austriaca peregrina Condé, 1990
- Eukoenenia bonadonai Condé, 1979
- Eukoenenia bouilloni Condé, 1980
- Eukoenenia brignolii Condé, 1979
- Eukoenenia christiani Condé, 1988
- Eukoenenia deleta Condé, 1992
- Eukoenenia draco zariquieyi Condé, 1951
- Eukoenenia gasparoi Condé, 1988
- Eukoenenia grafittii Condé & Heurtault, 1993
- Eukoenenia improvisa Condé, 1979
- Eukoenenia janetscheki Condé, 1993
- Eukoenenia juberthiei Condé, 1974
- Eukoenenia juberthiei cytheriaca Condé, 1979
- Eukoenenia juberthiei hellenica Condé, 1979
- Eukoenenia kenyana Condé, 1979
- Eukoenenia lienhardi Condé, 1989
- Eukoenenia lyrifer Condé, 1992
- Eukoenenia madeirae Strinati & Condé, 1995
- Eukoenenia maros Condé, 1992
- Eukoenenia naxos Condé, 1990
- Eukoenenia orghidani Condé & Juberthie, 1981
- Eukoenenia patrizii Condé, 1956
- Eukoenenia pauli Condé, 1979
- Eukoenenia paulinae Condé, 1994
- Eukoenenia pretneri Condé, 1977
- Eukoenenia pyrenaella Condé, 1990
- Eukoenenia remyi Condé, 1974
- Eukoenenia singhi Condé, 1989
- Eukoenenia spelaea hauseri Condé, 1974
- Eukoenenia spelaea strouhali Condé, 1972
- Eukoenenia strinatii Condé, 1977
- Eukoenenia thais Condé, 1988
- Eukoenenia zariquieyi Condé, 1951
- Eutrichocampa (Chaocampa) collina ithacesia Condé, 1984
- Eutrichocampa (Eutrichocampa) thamugadensis Condé, 1948
- Eutrichocampa (Idiocampa) remyi Condé, 1947
- Gracilentulus meridianus Condé, 1945
- Helladocampa mahnerti Condé, 1984
- Heptamelus (Pseudoheptamelus) runari Condé, 1932
- Hystrichocampa pelletieri Condé, 1948
- Isoentomon atlanticum Condé, 1947
- Koeneniodes berndi Condé, 1988
- Koeneniodes deharvengi Condé, 1981
- Koeneniodes leclerci Condé, 1981
- Leptokoenenia gerlachi Condé, 1965
- Litocampa bourgoini Condé, 1948
- Litocampa cognata Condé, 1948
- Litocampa coiffaiti Condé, 1948
- Litocampa drescoi Condé, 1949
- Litocampa espanoli Condé, 1949
- Litocampa henryi Condé, 1991
- Litocampa hubarti comani Condé, 1991
- Litocampa humilis Condé, 1948
- Litocampa paclti Condé, 1981
- Litocampa tuzetae Condé, 1948
- Lophoproctus pagesi Condé, 1982
- Maderentulus maderensis Condé, 1957
- Nosekiella danica Condé, 1947
- Oncinocampa falcifer Condé, 1982
- Oncinocampa paclti Condé, 1981
- Patrizicampa sardoa Condé, 1956
- Plusiocampa (Plusiocampa) affinis Condé, 1947
- Plusiocampa (Plusiocampa) balsani Condé, 1947
- Plusiocampa (Plusiocampa) bonadonai Condé, 1948
- Plusiocampa (Plusiocampa) bonadonai bonadonai Condé, 1948
- Plusiocampa (Plusiocampa) bonadonai lanzai Condé, 1962
- Plusiocampa (Plusiocampa) bonneti Condé, 1948
- Plusiocampa (Plusiocampa) bonneti bonneti Condé, 1948
- Plusiocampa (Plusiocampa) breuili Condé, 1955
- Plusiocampa (Plusiocampa) caprai Condé, 1950
- Plusiocampa (Plusiocampa) corcyraea abdominalis Condé, 1984
- Plusiocampa (Plusiocampa) corcyraea cyrnensis Condé, 1953
- Plusiocampa (Plusiocampa) euxina Condé, 1996
- Plusiocampa (Plusiocampa) exsulans Condé, 1947
- Plusiocampa (Plusiocampa) fagei Condé, 1954
- Plusiocampa (Plusiocampa) grandii caprai Condé, 1950
- Plusiocampa (Plusiocampa) isterina Condé, 1996
- Plusiocampa (Plusiocampa) latens Condé, 1947
- Plusiocampa (Plusiocampa) lindbergi Condé, 1956
- Plusiocampa (Plusiocampa) pouadensis fouresi Condé, 1956
- Plusiocampa (Plusiocampa) pouadensis leoni Condé, 1951
- Plusiocampa (Plusiocampa) provincialis Condé, 1949
- Plusiocampa (Plusiocampa) provincialis praedita Condé, 1949
- Plusiocampa (Plusiocampa) provincialis provincialis Condé, 1949
- Plusiocampa (Plusiocampa) romana Condé, 1954
- Plusiocampa (Plusiocampa) rybaki Condé, 1956
- Plusiocampa (Plusiocampa) schweitzeri Condé, 1947
- Plusiocampa (Stygiocampa) dalmatica Condé, 1959
- Plusiocampa (Stygiocampa) denisi Condé, 1947
- Plusiocampa (Stygiocampa) remyi Condé, 1947
- Plusiocampa glabra Condé, 1984
- Plusiocampa magdalenae Condé, 1957
- Plusiocampa sardiniana Condé, 1981
- Plusiocampa socia Condé, 1983
- Plusiocampa vandeli Condé, 1947
- Plusiocampa vedovinii Condé, 1981
- Podocampa cerrutii Condé, 1975
- Podocampa cerrutii cerrutii Condé, 1975
- Podocampa cerrutii kahmanni Condé, 1975
- Podocampa fragiliformis Condé, 1954
- Podocampa jeanneli Condé, 1947
- Podocampa simonini Condé, 1956
- Prokoenenia asiatica Condé, 1994
- Prokoenenia celebica Condé, 1994
- Prokoenenia javanica Condé, 1990
- Protentomon barandiarani Condé, 1947
- Proturentomon discretum Condé, 1961
- Proturentomon pectinatum Condé, 1948
- Proturentomon picardi Condé, 1960
- Remycampa grassei Condé, 1954
- Rhinopias eschmeyeri Condé, 1977
- Tenthredo (Elinora) vilarrubiai Condé, 1935
- Triadokoenenia millotorum Remy Condé, 1991

## Taxa dédiés
Les 32 espèces suivantes sont nommées condei en l'honneur de Bruno Condé :
- Arachnide : Leptoneta condei Dresco, 1987
- Collembole : Eosentomon condei da Cunha, 1950
- Insecte : Pristiphora condei Lindqvist, 1955
- Malacostracé : Oritoniscus condei Brian, 1956
- Palpigrade : Eukoenenia condei Orghidan, Georgesco & Sârbu, 1982
- Pauropode : Allopauropus condei Remy, 1947
- Protoure : Acerentomon condei Nosek & Dallai, 1982
- Protoure : Acerentulus condei Nosek, 1983
- Protoure : Ionescuellum condei Nosek, 1965
- Protoure : Proturentomon condei Nosek, 1967
- Acanthophorides condei Borgmeier, 1928
- Alaskaentomon condei Nosek, 1981
- Amoria jamrachii amoria jamrachi condei Bail & Limpus, 2001
- Apistoloricaria condei Isbrücker & Nijssen, 1986
- Athetis condei Viette, 1963
- Barbus condei Mahnert & Géry, 1982
- Carebarella condei Borgmeier, 1937
- Cercomantispa condei Poivre, 1982
- Charax condei Géry & Knöppel, 1976
- Cirrhilabrus condei Allen & Randall, 1996
- Kenyentulus condei Prabhoo, 1975
- Litocampa condei Ferguson, 1999
- Madagascarentomon condei Nosek, 1978
- Madagascaridia condei Nosek, 1978
- Minolia condei Poppe, Tagaro & Dekker, 2006
- Mitrella condei Rolán, 2005
- Nosekiella condei Tuxen, 1955
- Pagodula condei Houart, 2003
- Remulopygus condei Demange, 1961
- Sangaris condei Melzer, 1931
- Turris condei Vera-Pelaez, Vega-Luz & Lozano-Francisco, 2000
- Xenotrechus condei Barr & Krekeler, 1967

## Publications
- « Sur la faune des Protoures de France », Revue française d'Entomologie, Paris, 1944
- « Protoures de Corse », Bulletin de la Société entomologique de France, tome XLIX no 5, Paris, 1944, p. 62-66
- « Description de deux Campodeidæ de la grotte de Bas-Nistos », Bulletin de la Société des sciences de Nancy, N. S. tome VI no 1, Nancy, 1947, p. 18-24
- « Eutrichocampa Remyi n. sp. (Diploures campodéidés) », Bulletin de la Société des sciences de Nancy, N. S. tome VI no 2, Nancy, 1947, p. 60-62
- « Quelques campodéidés des Landes et du Pays basque (Aptérygotes, Diploures) », Bulletin du Muséum national d'histoire naturelle, 2e série tome XIX, 1947,  p. 185-186
- « Quelques campodéidés du Nord-Est de la France », Bulletin de la Société des sciences de Nancy, N. S. tome VI no 3, Nancy, 1947, p. 85-92
- « Deux diploures méditerranéens à Strasbourg », Bulletin de la Société des sciences de Nancy, N. S. tome VI no 4, Nancy, 1947, p. 120-121
- « Diploures du Liban », Bulletin de la Société des sciences de Nancy, N. S. tome VI no 4, Nancy, 1947, p. 122
- « Addition à la faune des campodéidés cavernicoles de France », Bulletin de la Société des sciences de Nancy, N. S. tome VII no 2, Nancy, 1948, p. 45-54
- « Campodéidés d'Algérie », Bulletin de la Société entomologique de France, tome LII no 9, Paris, 1948, 144-146.
- « Campodéidés hypogés de Corse », Bulletin de la Société des sciences de Nancy, N. S. tome VII no 3, Nancy, 1948, p. 62-68
- « Les Campodéidés cavernicoles du Jura », Bulletin de l'Association spéléologique de l’Est, tome I no 1, Association spéléologique de l’Est, Vesoul, 1948, p. 5-10
- « Nouvelles stations françaises de campodéidés avec description d’une forme nouvelle », Annales des Sciences Naturelles. Zoologie et biologie animale, 11e série tome IX, Paris, 1948, p. 139-144
- « Description préliminaire d'un campodéidé cavernicole du Pays basque espagnol », Bulletin du Muséum national d'histoire naturelle 2e série tome XXI, 1949, p. 569-573
- « Plusiocampa provincialis n. sp., cavernicole de Provence (Diploures Campodéidés) », « Bulletin mensuel de la Société linnéenne de Lyon, 18e année, no 8 », sur Société linnéenne de Lyon (consulté le 14 juin 2020), Société linnéenne de Lyon, Lyon, 1949, p. 166-169
- « Présence de campodéidés cavernicoles en Lorraine et en Champagne », Bulletin de la Société des sciences de Nancy, N. S. tome VIII no 2-3, Nancy, 1949, p. 31-34
- « Campodéidés du Var et des Alpes-Maritimes », « Bulletin mensuel de la Société linnéenne de Lyon, 19e année, no 5 », sur Société linnéenne de Lyon (consulté le 11 juin 2020), Société linnéenne de Lyon, Lyon, 1950, p. 128-132
- « Campodéidés de la grotte de la Balme », « Bulletin mensuel de la Société linnéenne de Lyon, 20e année, no 1 », sur Société linnéenne de Lyon (consulté le 11 juin 2020), Société linnéenne de Lyon, Lyon, 1950, p. 6-7
- « Campodea (C.) meinerti Bagnall et ses affinités (Diploures Campodéidés) », « Bulletin mensuel de la Société linnéenne de Lyon, 20e année, no 4 », sur Société linnéenne de Lyon (consulté le 14 juin 2020), Société linnéenne de Lyon, Lyon, 1951, p. 88-91
- « Campodéidés cavernicoles de Catalogne », Speleon no 2, 1951, p. 51-62
- « Campodéidés du Portugal récoltés par M. A. De Barros Machado », Memórias e Estudos do Museu Zoológico da Universidade de Coimbra, no 204, 1951, p. 1-8
- « Le Palpigrade Kœnenia berlesei Silv. en France continentale », « Bulletin mensuel de la Société linnéenne de Lyon, 20e année, no 7 », sur Société linnéenne de Lyon (consulté le 14 juin 2020), Société linnéenne de Lyon, Lyon, 1951, p. 184-185
- « Une Koenenia cavernicole du Montserrat (Catalogne). (Arachnides Palpigrades) », Revue française d'entomologie [PDF], vol. 18, Paris, 1951, p. 42-45
- « Campodéidés endogés d'Afrique septentrionale », Bulletin de la Société zoologique de France tome LXXVIII no 5-6, 1953, p. 358-377
- « Géonémie, morphologie et phylogénie des Campodéidés troglobies », Premier congrès international de spéléologie, tome III - Biologie, Paris, 1953, p. 85-88
- « Campodéidés cavernicoles des Baléares », Notes biospéologiques no 9, Centre de recherches souterraines et édaphiques, Paris, 1955, p. 121-164
- « Matériaux pour une monographie des Diploures Campodéidés », Mémoires du Muséum national d’histoire naturelle série A, Zoologie, tome XII, 1955, Muséum national d’histoire naturelle, Paris, p. 1-202
- « Sur la faune endogée de Majorque (Pénicillates, Protoures, Diploures campodéidés, Palpigrades) », Bulletin du Muséum national d'histoire naturelle, 2e série tome XXVI no 6, 1955, p. 674-677
- « Une Koenenia cavernicole de Sardaigne (Arachnides Microteliphonides) », Notes biospéologiques, vol. 11, 1956, p. 13-16
- « Campodéidés récoltés en Sicile par P. Strinati », Fragmenta Entomologica tome II no 14, 1957, p. 137-141
- « Protoures et diploures campodéidés des alluvions de la Moselle », Bulletin de la Société des sciences de Nancy, N. S. tome XIX no 2-3, Nancy, 1960, p. 123-127
- « Découverte d'un Campodéidé troglobie en Afrique Australe », Compte rendu 3e Congrès international de spéléologie de Vienne (1961), 1962
- « Paul A. Remy (1894 - 1962). L'œuvre spéléologique », Spelunca 4e série no 3-1962, C.N.S.-S.S.F., Paris, 1962, p. 5-7
- « Paul Remy (1894 - 1962) », Bulletin de l'Académie et Société lorraines des sciences, N. S. tome 3 no 1, Nancy, 1963, p. 41-47
- « Paul-A Remy (1894-1962) », Bulletin de la Société d'histoire naturelle de Moselle no 39, Société d'histoire naturelle de Moselle, Metz, 1965, p. 5
- « Présence de Palpigrades dans le milieu interstitiel littoral », Comptes rendus hebdomadaires des séances de l'Académie des sciences, vol. 261, Académie des sciences, Paris, 1965, p. 1898-1900
- « Campodéidés endogés de l'Est des États-Unis », Bulletin de la Société linnéenne de Lyon no spécial, Lyon, 1973, p. 17-29
- « Un palpigrada Cavernicole du Liban (Eukoenenia juberthiei n. sp.) », Annales de spéléologie, vol. 29 no 1, C.N.R.S., Paris, 1974, p. 57-62
- « Présentation du chat forestier d'Europe (Felis silvestris Schreber) », communication du 17 juin 1977, Mémoires de l'Académie de Stanislas 1977-1978, Académie de Stanislas, Nancy, p. 217-225
- « Nouveaux palpigrades du muséum de Genève », Revue suisse de zoologie [PDF], vol. 84 no 3, Genève, 1977, p. 665-674
- « Premiers palpigrades du Gabon », Annales des sciences naturelles - Zoologie et biologie animale, série 13 vol. 1 [PDF], 1979, éd. Masson, Paris, p. 57-62
- « Palpigrades de Grèce, de Guyane et du Kenya », Revue suisse de zoologie [PDF], vol. 86 no 1, Genève, 1979, p. 167-179
- « Palpigrades d'Europe méridionale et d'Asie tropicale », Revue suisse de zoologie [PDF], vol. 86 no 4, Genève, 1979, p. 901-912
- « Palpigrades de Papouasie et des Pyrénées », Revue suisse de zoologie [PDF], vol. 87 no 3, Genève, 1980, p. 761-769
- « Diploures campodéidés (Insectes) de Grèce (1er note) », Revue suisse de zoologie tome 91 no 1, Genève, 1984, p. 173-201
- « Palpigrades (Arachnida) d'Europe, des Antilles, du Paraguay et de Thaïlande », Revue suisse de zoologie vol. 91 no 2, Genève, 1984, p. 369-391
- « L'Aquarium de Nancy après ses derniers aménagements », communication du 7 novembre 1986, Mémoires de l'Académie de Stanislas 1986-1987, Académie de Stanislas, Nancy, 1986, résumé p. 183-184
- « Nouveaux palpigrades de Trieste, de Slovénie, de Malte, du Paraguay, de Thaïlande et de Bornéo », Revue suisse de zoologie [PDF], vol. 95 no 3, Genève, 1988, p. 723-750
- « Palpigrades (Arachnida) endogés de l'Inde et de Sumatra », Revue suisse de zoologie [PDF], vol. 96 no 2, Genève, 1989, p. 411-424
- « Palpigrades endogés de Singapour et de l'Indonésie », Revue suisse de zoologie [PDF], vol. 97 no 3, Genève, 1990, p. 681-697
- « Palpigrades (Arachnida) de grottes d'Europe », Revue suisse de zoologie [PDF], vol. 97 no 4, Genève, 1990, p. 823-840
- « Palpigrades cavernicoles et endogés de Thaïlande et des Célèbes (1re note) », Revue suisse de zoologie [PDF], vol. 99 no 3, Genève, 1992, p. 655-672
- « Description du mâle de deux espèces de palpigrades », Revue suisse de zoologie [PDF], vol. 100 no 2, Genève, 1993, p. 279-287
- « Palpigrades cavernicoles et endogés de Thaïlande et de Célèbes (2e note) », Revue suisse de zoologie [PDF], vol. 101 no 1, Genève, 1994, p. 233-263
- En collaboration :
  - Avec C. Bareth :
    - « Campodéidés - Endogés de l'ouest des États-Unis (Washington, Oregon, Californie, Arizona) », « Bulletin mensuel de la Société linnéenne de Lyon, 27e année, no 8 », sur Société linnéenne de Lyon (consulté le 11 juin 2020), Société linnéenne de Lyon, Lyon, 1958, p. 297-304
    - « Campodéidés - Endogés de l'ouest des États-Unis (Washington, Oregon, Californie, Arizona), suite », « Bulletin mensuel de la Société linnéenne de Lyon, 27e année, no 9 », sur Société linnéenne de Lyon (consulté le 11 juin 2020), Société linnéenne de Lyon, Lyon, 1958, p. 265-276
    - « Campodéidés - Endogés de l'ouest des États-Unis (Washington, Oregon, Californie, Arizona), suite et fin », « Bulletin mensuel de la Société linnéenne de Lyon, 27e année, no 10 », sur Société linnéenne de Lyon (consulté le 11 juin 2020), Société linnéenne de Lyon, Lyon, 1958, p. 226-248
    - « Diploures campodéidés de France continentale », Revue française d'entomologie N.S. tome 20 no 3, 1998, p. 95-102

  - Avec C. Delamare-Deboutteville et R. Ginet : « Projet d'un glossaire critique des termes biospéologiques », Spelunca 4e série no 2-1963, F.F.S., Paris, 1963, p. 39
  - Avec J.-L. d'Hondt : « Une espèce de Bryozoaires d'eau douce (Phylactolaemates) nouvelle pour la faune française : Pectinatella magnifica (Leidy, 1851) », « Bulletin mensuel de la Société linnéenne de Lyon, tome 65, no 10 », sur Société linnéenne de Lyon (consulté le 11 juin 2020), Société linnéenne de Lyon, Lyon, 1996, p. 322-326
  - Avec Heurtault : « Palpigrades de Sardaigne, avec description d'une seconde espèce troglobie », Bollettino dell' Academia Gioenia di Scienze Naturali, vol. 26 no 345, 1993, p. 65-75
  - Avec Juberthie : « Eukoenenia orghidani n. sp., palpigrade cavernicole de Cuba », Résultats des expéditions biospéléologiques cubano-roumaines à Cuba, vol. 3, p. 95-101
  - Avec A. Mathieu :
    - « Campodéidés endogés de la région pyrénéenne », Vie et Milieu tome VIII no 4, 1957, p. 439-472
    - « Capture de la couleuvre verte et jaune dans le Barrois », Bulletin de la Société des sciences de Nancy, N. S. tome XVII no 2, Nancy, 1958, p. 90-94

  - Avec A. Sendra : « Un nouveau campodéidé troglobie de l'Est de l'Espagne », Revue suisse de zoologie tome 94 no 4, Genève, 1987, p. 741-748
  - Avec Strinati : « Grottes et Palpigrades de Madère », Mémoires de biospéologie, vol. 22, 1995, p. 161-168
  - Avec J. Thomas :
    - « Contribution à la faune des Campodéidés de Californie (Insectes Diploures) », « Bulletin mensuel de la Société linnéenne de Lyon, 26e année, no 4 », sur Société linnéenne de Lyon (consulté le 11 juin 2020), Société linnéenne de Lyon, Lyon, 1957, p. 81-96
    - « Contribution à la faune des Campodéidés de Californie (Insectes Diploures), suite », « Bulletin mensuel de la Société linnéenne de Lyon, 26e année, no 5 », sur Société linnéenne de Lyon (consulté le 11 juin 2020), Société linnéenne de Lyon, Lyon, 1957, p. 118-127
    - « Contribution à la faune des Campodéidés de Californie (Insectes Diploures), suite et fin », « Bulletin mensuel de la Société linnéenne de Lyon, 26e année, no 6 », sur Société linnéenne de Lyon (consulté le 11 juin 2020), Société linnéenne de Lyon, Lyon, 1957, p. 142-155